# Sions sånger och psalmer 2017
Sions Sånger och Psalmer är en laestadiansk sångbok, utgiven av den gammallæstadianska Sveriges fridsföreningars centralorganisation (SFC). Boken som på första fasen har publicerats endast digitalt, innehåller 202 sånger.   

## Tryckta utgåvor
- Ett urval av psalmer och Sions sånger, SFC 1987.
- Sions sånger : Psalmer, SFC 1991. ISBN 91-971625-0-7

## Innehåll
1. Kom att Herren skåda (SL 2 Tulkaa, katsokaatte)
2. Alla nådebarn på jorden (SL 4 Armon lapset kaikki täällä)
3. Alla barn kom hit och sjung (SL 7 Lapset pienet laulakaa)
4. Stilla natt, heliga natt (SL 8 Jouluyö, juhlayö)
5. Se hur julens stjärna glimmar (SL 12 Katso kuinka valo loistaa)
6. Du lilla julestjärna (SL 14 Oi, jouluntähti pieni)
7. I Norden dagen för mörkret flyr (SL 18 On kylmä Pohjolan pakkassää)
8. I mitt hjärta vill jag sjunga (SL 23 Riemuita ja laulaa tahdon)
9. Vi ber dig, våra fäders Gud (VK 38 Oi kuule, Herra, huutomme) Publicerad i Finlandssvenska psalmboken nr. 44.
10. Himlens stjärna fordom ledde (VK 46 Taivaan kirkas tähti kerran) Publicerad i Finlandssvenska psalmboken nr. 46.
11. Du käre Jesus, är min fröjd (SL 25 Oi Jeesus, rakas Ylkäni)
12. I Jesu bröder, systrar här (SL 27 Jeesuksen veljet, sisaret)
13. I tron jag ser din pina (SL 28 Uskossa, Jeesus katson)
14. Vid Golgata jag dröjer kvar (SL 32 Katselen Golgatalle päin)
15. Kom, Sion att beskåda (SL 35 Siionin ostolauma)
16. O, huru ljuvlig fägring (SL 41 Oi kuinka ihanata)
17. Från örtagården leder (VK 77 Käy yrttitarhasta polku) Publicerad i Finlandssvenska psalmboken nr. 78.
18. Nådesolen är uppstigen (SL 42/VK 105 Aurinkomme ylösnousi)
19. Morgonsolens varma strålar (SL 42 Kaunis aamuaurinkomme)
20. Snart kommer Herren Jesus (SL 53 Hän saapuu kohta, Jeesus)
21. En gång hör vi kallelseklockorna slå (SL 54 Kun kutsumuskellomme kerran vain soi)
22. O bröder, systrar, glädjens nu däröver (SL 55 Sisaret veljet, iloitkaa jo tästä)
23. O Gud, min Gud, vad jag är glad (Sl 60 Oi Jumalani, iloitsen)
24. Jag vill tillsammans med gamla, unga (SL 61 On ilo laulaa nyt Jeesuksesta)
25. Lyft din blick från själens mörker (SL 62 Nouse, rasitettu sielu)
26. Jesus, du är den bästa (SL 63 Jeesus, ei vertaa sulle)
27. Jag stämmer in i glädjens sång (SL 65 Saan laulaa armon lähteestä)
28. Jesus jag ber till dig (SL 69 Jeesus, sä rakkahin)
29. Min himmelsvandring började (SL 71 Matkalle lähdin taivaaseen)
30. Ett livets bröd vill Jesus Krist (VK 224 Oi Jeesus, leipä elämän) Publicerad i Finlandssvenska psalmboken som nr. 218.
31. Den enda glädje som jag vet (VK 299 Ei mikään niin voi virvoittaa) Publicerad i Finlandssvenska psalmboken som nr. 267.
32. Ditt ljuva minne, Jesus kär (VK 300 Jeesuksen muisto ihana) Publicerad i Finlandssvenska psalmboken som nr. 250.
33. Kristus, uppenbara för oss (VK 301 Kirkasta, oi Kristus, meille) Publicerad i Finlandssvenska psalmboken som nr. 371.
34. Din nådastol jag närmar mig (VK 316 Käyn armoalttarillesi)
35. Vår Herre nåd är hög och stor (SL 80 On Herran armo avara)
36. Till dig min Fader kär (SL 82 Sinua, Isäni)
37. Jag vet en blomma, skön och blid (VK 184 Mä kauniin tiedän kukkasen) Publicerad i Finlandssvenska psalmboken som nr. 196.
38. Du sänt oss, Gud, ditt helga ord (VK 188 On, Herra, Pyhä sanasi) Publicerad i Finlandssvenska psalmboken som nr. 197.
39. Förbliv hos oss, o Jesus Krist (VK 189 Ah Jeesus, ole kanssamme)
40. Mitt hjärtas längtan det blott är (SL 86 Mun sydämeni halajaa)
41. Guds nåd så ymnigt flödar (SL 89 Jumalan runsas armo)
42. Hör hur Herrens ord dig kallar (SL 93/VK 149 Tulkaa kaikki kotiin, tulkaa)
43. Så stor är Faderns kärlek (SL 102 On suuri Isän rakkaus)
44. Kungör, o Herre, din allmakt, din ära (VK 173 Ilmoita, Herramme, voimasi meille) Publicerad i Finlandssvenska psalmboken som nr. 162.
45. Guds församling, håll i minne (VK 179 Siion, apus ainoastaan) Publicerad i Finlandssvenska psalmboken som nr. 159.
46. Tryggare kan ingen vara (VK 397 Kun on turva Jumalassa)
47. Käre Jesus, du sa till din skara: (SL 109 Sinä Jeesus, sanoit omillesi)
48. Jesus, när du kom till jorden (SL 110 Saavuit, Jeesus, maailmaasi)
49. Var med oss Herre kära (SL 115 Vahvista, Herra, meitä)
50. Herre, din skara samlad är (SL 116 Lastesi koolla ollessa)
51. Gode Gud till dig vi kommer (SL 117 Taivaan Isä, auttajamme)
52. Faren väl, i vänner kära (SL 121 Herran haltuun jääkää, rakkaat)
53. I Herrens frid vi lämnar (SL 122 Jumalan rauhaan jälleen)
54. Nu slutar vi i Jesu namn (SL 123 Nimeesi, Jeesus, päätämme)
55. Jag förundras av Guds storverk: (SL 127 Ihmettelen Luojan töitä)
56. Vår jord i frostvitt täcke lyser (VK 576 Maa hohtaa lumivaipassansa)
57. Så ofta vi av barnen lär (SL 134 Niin usein lapsi uskomaan)
58. I dina trygga armar (SL 140/VK 468 Syliisi hellään sulje)
59. Tillåt barnen vara här (SL 144 Lasten tulla sallikaa)
60. Herre, vi i famnen håller (SL 146 Annoit, Isä, perheeseemme)
61. Vi har fått en gåva (SL 150 Syntyä soit, Luoja)
62. Gud i himmelen (VK 471 Hyvä Jumala kiitän kodista)
63. Det blir något i himlen för barnen att få (SL 152 Onpa taivaassa tarjona lapsillekin)
64. Jag är ännu liten (SL 153 Lapsi olen pieni)
65. Mitt barn, när livets väg du går (SL 154 Kun uskovaisin sydämin)
66. Jesus är min herde kär (SL 155 Lammas olen Jeesuksen)
67. När barnet sin vandring på jorden nu går (SL 156 On lapsonen lähtenyt matkalle maan)
68. Liten fågel pigg och glad (SL 157 Pikku lintu riemuissaan)
69. Jesus, barnens käre vän (SL 158 Jeesus, lasten ystävä)
70. Jesus, oss bevara här (SL 159 Jeesus, meitä varjele)
71. Gud i himmelen du är (SL 162 Isä taivaan, rukoilen)
72. Gode Fader, till oss se (SL 163 Muista meitä jokaista)
73. I ödemark och karga snår (SL 171/VK 498 Nyt kulkee halki korpimaan)
74. Jag är liten, kom till mig (SL 172 Ole, Jeesus, lähellä)
75. Gode Gud i himmelen (SL 173 Taivaan Isä, sinulla)
76. Lyckliga redan under ungdomsåren (SL 174 Jo nuorena on hyvä autuaana)
77. Känn dig modig att bekänna (SL 175 Rohkenethan maailmassa)
78. Herre Jesus, din väg jag följer (SL 176 Herra Jeesus, sun tahtos tietä)
79. Som dagg i morgonväkten (SL 177 Käy nuori kansa Herran)
80. Herre kär, mitt unga liv (SL 178/VK 507 Herra, lahjanasi sain)
81. Vi, Herre kär, i ungdomstid (SL 179 Me käymme, Herra, eteesi)
82. Du, unga vän, bevara (SL 182 Ei nuoren murhemielin)
83. Ge, Herre, din välsignelse (SL 183 Oi Herra, siunaa päiväni)
84. Glöm aldrig, när stormarna kraftigt slår (SL 184 Oi muistathan, nuori, kun myrskyää)
85. Dagen ljusnar i stad och byar (SL 185 Aamun kuulaus kaikkialla)
86. Vi, Herrens unga skara, får (SL 186 Me nuoret Herran seuraajat)
87. Unga vän, hör Jesus kallar (SL 187 Kuule, nuori ystäväni)
88. Nådevindens krusning (SL 188 Armon tuuli kantaa)
89. Frälsare, jag stillhet söker (SL 189 Hiljaisuutta, Vapahtaja)
90. I orostider lever vi i världen (SL 190 Niin levoton on tänään maailmamme)
91. När Jesus led och dog (SL 191 Jeesuksen lunastus)
92. I en värld som ständigt skiftar (SL 192 Muuttuvassa maailmassa)
93. Unga ögon framåt spanar (SL 193 Nuorin silmin uskon tiellä)
94. Jesus hjälp oss himmelsvägen vandra (SL 194 Auta, Jeesus, että askeleemme)
95. Min tro vår Herres gåva är (SL 195 On usko lahjaa Jumalan)
96. Herre, visa rätta vägen (SL 196 Näytä suunta elämääni)
97. Min ungdoms dagar vill jag, Herre kär (SL 197 Nuoruuden päivät tahdon, Herrani)
98. Nu i min ungdoms tider (SL 198 Nuoruuden tiellä, Herra)
99. Ur morgonrodnads famn nu stiger (SL 199 Nyt nousee aamuruskon alta)
100. Kära Far i himmelen (SL 200 Rakas Isä taivaassa)
101. Jag är så trygg i Herrens unga skara (SL 201 Tie nuoruuden on avoin edessäni)
102. Himmelsvägen jag vandrar (SL 202 Uskon tietä nyt kuljen)
103. Frälsare, du gode Herde (SL 204 Vapahtaja, ystävämme)
104. Skapare, ditt lov nu sjunger (VK 505 Valtiaamme, kunniaasi)
105. Ren tidigt du beredde (VK 512 Jo varhain, Herra, annoit) Publicerad i Finlandssvenska psalmboken som nr. 233.
106. Likt regn i sommarväder (SL 205 Kuin kaste toukokuinen)
107. Vi gäster är på jordens rund (SL 209 Vieras on meille tämä maa)
108. I Herrens hus min tillflykt är (SL 210 Kun tieni aivan ahdas on)
109. I Jesus har jag trygghet (SL 211 On Jeesus turva, rauha)
110. Vi på resa hemåt tåga (SL 213 Matkaa vielä teemme täällä)
111. Min Jesus är tryggaste hamnen (SL 215 Kun saan oma Jeesuksen olla)
112. Ett saligt barn till Gud jag nu är (SL 216 Saan olla lapsi Jumalani)
113. Din väg, o arme vandringsman (SL 218 Oi kuule, köyhä matkamies)
114. När Herrens frid i själen råder (SL 220 Jumalan rauhaa rinnassansa)
115. Hör på mina troende vänner (SL 221 Oi kuulkaa, te ystävät rakkaat)
116. Jag fördärvets hydda hyser (SL 225 Turmeluksen majaa kannan)
117. Karga vägar genom världen (SL 226 Kolealla korpitiellä)
118. Svagt, med en liten låga (SL 227 Kynttilä suitsevainen)
119. Nu är jag frälst från synd och sorg och döden (SL 229 Nyt vapaa olen synnin, kuolon alta)
120. Vinterns makt är åter bruten (SL 230 Nyt jo taittuu talven valta)
121. Guds barn som är en främling här på jorden (SL 231 Jumalan lapsi, vieras maailmassa)
122. Framför dig, Jesus kära (Melodi SL 177 Käy nuori kansa Herran)
123. O Herre Gud i himmelrik (VK 130 Jumala, Isä taivaassa)
124. Om blott Jesus, vår Herre, går med oss till strid (VK 310 Herra Jeesus kun täällä vain kanssamme on) Publicerad i Finlandssvenska psalmboken som nr. 161.
125. Skynda, o själar, ty hastigt förrinner (VK 408 Joutukaa sielut, on aikamme kallis) Publicerad i Finlandssvenska psalmboken som nr. 411.
126. Mörka skyar tränger fram (SL 232 Pilvet peittää auringon)
127. När jag dig, Gud, i himlen äger (SL 233 Taivaassa minulla on sinut)
128. Ensam står jag, Jesus kära (SL 235 Jeesus, missä olet, Jeesus)
129. Det finns mängder utav saker (SL 236 On niin paljon asioita)
130. Kom till mitt arma hjärta (VK 124 Käy köyhään sydämeeni) Publicerad i Finlandssvenska psalmboken som nr. 114.
131. Med tacksamhet jag prisar (VK 136 Sinua enkeleistä) Publicerad i Finlandssvenska psalmboken som nr. 123.
132. Vak upp, gör bättring, du kristenhet (VK 154 Jo nouskaa, kristityt, valvokaa!) Publicerad i Finlandssvenska psalmboken som nr. 137.
133. Med sitt blod på Långfredagen (SL 246 Herra Jeesus verellänsä)
134. Främlingar vi är på jorden (SL 247 Vielä vähän viipykäämme)
135. Hem till himmelen jag längtar (SL 248 Kotini on taivahassa)
136. Ett hem för mig berett där ovan är (SL 250 On luotu mulle koti taivainen)
137. Mitt hem det är i himmelen (SL 252 Taivaassa on jo kotini)
138. När får jag komma hem (SL 253 Milloinka päästä saan)
139. I salighetens boning (SL 255 Ah, autuasten maassa)
140. Det är mitt hjärtas längtan (SL 257 Pois ikävöin jo täältä)
141. O, Jesus kär, när vill du hämta mig (SL 259 Oi rakas Jeesus, milloin saavutkaan)
142. Min eviga boning i himmelen är (SL 260 Mun kotini taivaassa ihana on)
143. Här så ofta under ökenvandrandet (SL 261 Täällä usein korpimaata kulkeissain)
144. Om hemmet en sång vill jag sjunga (SL 262 Nyt kodista laulun mä laulan)
145. Mitt hjärtas längtan mången gång (SL 266 Kun maailmassa taistelen)
146. Gud, jag ber till dig (SL 267 Maasta vaivojen)
147. Inför min Brudgum sjunger jag (SL 269 Kun Yljän luona taivaassa)
148. Blicka inte in i hjärtat (SL 270 Älä, rakas ystäväni)
149. Liksom vandraren i längtan (VK 621 Matkamiehen mieli palaa) Publicerad i Finlandssvenska psalmboken som nr. 571.
150. Min själ är svag och bräcklig (SL 275 Mun henkeäni salpaa)
151. Högt upp på himlen lyser stjärnor klara (SL 276 Syttyvät tuolla korkealla tähdet)
152. Vi är på resa mot det nya landet (SL 284 Kuljemme kohti uutta isänmaata)
153. Jesus, kärleksfullt du kommer (VK 248 Jeesus, joka lempeänä)
154. Herre Jesus, fylld av godhet (SL 285 Herra Jeesus armossansa)
155. Det finns ett hem, dit stormens brus (SL 286 On koti, jonne myrskyt maan)
156. Herrens barn får evig lycka (SL 287 Onnea oi verratonta)
157. Vem är den stora skaran där (SL 288 Oi, mikä joukko luvuton)
158. Så låtom oss på jorden nu alla vara glad (SL 289 Oi, tulkaa ja riemuitkaa yhdessä nyt)
159. O, att jag kunde min Jesus prisa (SL 293 Nyt kiitosvirteni riemuin laulan)
160. Mina synder av nåd är förlåtna (SL 295 Ovat syntini anteeksi suuret)
161. O, sälla dag jag haver (SL 296 On mulla onnenpäivä)
162. Se fågeln som sitter på gungande gren (SL 297 Oi, katsele lintua oksalla puun)
163. Mitt hjärta fyllt av glädje är (SL 298/VK 343 Voisinpa Jeesuksestani)
164. Sjung, Guds folk, en jubelsång (SL 300 Laula, kansa Jumalan)
165. Jag vill dig, Fader, prisa (SL 302 Sinua, Isä, kiittää)
166. Herre, tack för livets gåva (SL 303 Kiitos, Herra, elämästä)
167. Jesus jag lovsjunger (VK 276 Jeesuksesta laulan)
168. Lov, pris och tack ske dig, o Fader kära (VK 326 Sinulle kiitos, Isä maan ja taivaan) Publicerad i Finlandssvenska psalmboken som nr. 285.
169. Mitt hjärta ständigt sjunger (VK 337 Ei laulamasta lakkaa)
170. Att prisa dig är underbart (VK 342 Niin ihanaa on ylistää) Publicerad i Finlandssvenska psalmboken som nr. 307.
171. Jord och himmel prisar (VK 344 Maan ja taivaan Luojan)
172. Ljud högt, du psalm att lova (VK 462 Soi kunniaksi Luojan) Publicerad i Finlandssvenska psalmboken som nr. 351.
173. Nu är det kväll, till sängs jag går (SL 312 Levolle käyn nyt, Luojani)
174. Nu är den långa dagen slut (SL 313 On ilta taas ja päivän pää)
175. Nu är det kväll, min lek är slut (SL 315 On tullut ilta, leikit jää)
176. När kvällen kommer jag snart (SL 316 On ilta, saapuu jo yö)
177. O du min tröst och salighet (VK 538 Oi Jeesus, lohdutukseni) Publicerad i Finlandssvenska psalmboken som nr. 505.
178. Kom du med mig, min Herre Jesus (VK 548 Tule kanssani, Herra Jeesus)
179. Vårt land i sommarfägring (SL 312/VK 574 On kaunis synnyinmaamme) Publicerad i Finlandssvenska psalmboken som nr. 754.
180. Vi blickar från stranden på vågors svall (SL 324 Me näemme rannoilta järvien)
181. Kära barn, var fri och lycklig (SL 325 Lapsi, onnellisin mielin)
182. Signa oss, Gud, och bevara (VK 584 Siunaa ja varjele meitä) Publicerad i Finlandssvenska psalmboken som nr. 549.
183. Långt borta från vår egen by (SL 326 Nyt kotimaasta kaukana)
184. Herre, var med och välsigna oss båda (SL 327 Anna, oi Herra, nyt siunaus taivaan)
185. Herren som gåva har (SL 329 Lahjana toisenne)
186. Dig, Fader god, vi prisar (SL 330 Me tahdomme nyt kiittää)
187. Vid altaret de unga (SL 331 Nyt nämä nuoret tulleet)
188. Jag dig, barn, bär till dopets källa (SL 336 Sinut kannan nyt kasteen veteen)
189. Glädjens dag vi firar här (SL 337 Seurakunnan keskellä)
190. Nattvardsmålet du bereder (SL 338 Herra, sinuun katseen luomme)
191. Tack, min Gud, för vad som varit (VK 341 Kiitos sulle, Jumalani)
192. Fröjdetoner klingar klara (VK 470 Kirkkaat riemun äänet soivat) Publicerad i Finlandssvenska psalmboken som nr. 749.
193. Du, Herre, som kan dana (SL 339 Näit, Herra, elämäni)
194. Dig, Herre vill jag prisa (SL 340 Sinua kiitän, Herra)
195. Så lyckligt att få säga (SL 342 On onnellista olla)
196. Förbarma dig, Kristus, för vägen är smal (SL 345/VK 438 Oi armahda, Kristus, niin kaita on tie)
197. På vår Herres egendomar (SL 346 Taivaan Herran vainiolla)
198. Herre du oss kallar till ditt arbete (SL 348 Herra, sinä kutsut meitä työhösi)
199. Tistlar växer, törnen frodas (VK 440 Orjantappuroita kasvaa)
200. Jesus vaka vid min sida (SL 361 Valvo, Jeesus, vierelläni)
201. Elden ödelägger (SL 363 Tuhkaa tuli jättää)
202. Kristus, i dig är allting danat (VK 479 Sinussa, Kristus, luotiin kerran)